# 道川村 (島根県)
道川村（みちかわむら）は、島根県美濃郡にあった村。現在の益田市の一部にあたる。

## 地理
- 山：恐羅漢山[1]

## 歴史
- 1889年（明治22年）4月1日、町村制の施行により、美濃郡道川村が単独で村制施行し、道川村が発足[1][2]。
- 1949年（昭和24年）頃 - 道川電気組合の水力発電所開設[1]。
- 1955年（昭和30年）2月1日 - 美濃郡匹見上村、匹見下村と合併し匹見村を新設して廃止された[1][2]。

### 地名の由来
川満つることにより、川を道として往来したことによる。

## 産業
- ワサビ栽培、製炭[1]。

### 鉱山
- 亀井谷鉱山・黒谷淵鉱山・臼木谷鉱山・赤谷鉱山[1]